# یواس‌اس ردبرد (ای‌ام‌اس-۵۱)
یواس‌اس ردبرد (ای‌ام‌اس-۵۱) (به انگلیسی: USS Reedbird (AMS-51)) یک کشتی بود که طول آن ۱۳۶ فوت (۴۱ متر) بود. این کشتی در سال ۱۹۴۳ ساخته شد.